# FV603 Saracen
Der Alvis Saracen FV 603 ist ein gepanzertes Mannschaftstransportfahrzeug (engl. Armoured Personnel Carrier) der britischen Armee und Polizei. Er wurde Mitte der 1950er Jahre entwickelt und bis in die 1970er Jahre hinein gebaut und vor allem in Nordirland, Afrika und im Nahen Osten eingesetzt.

## Geschichte und Technik

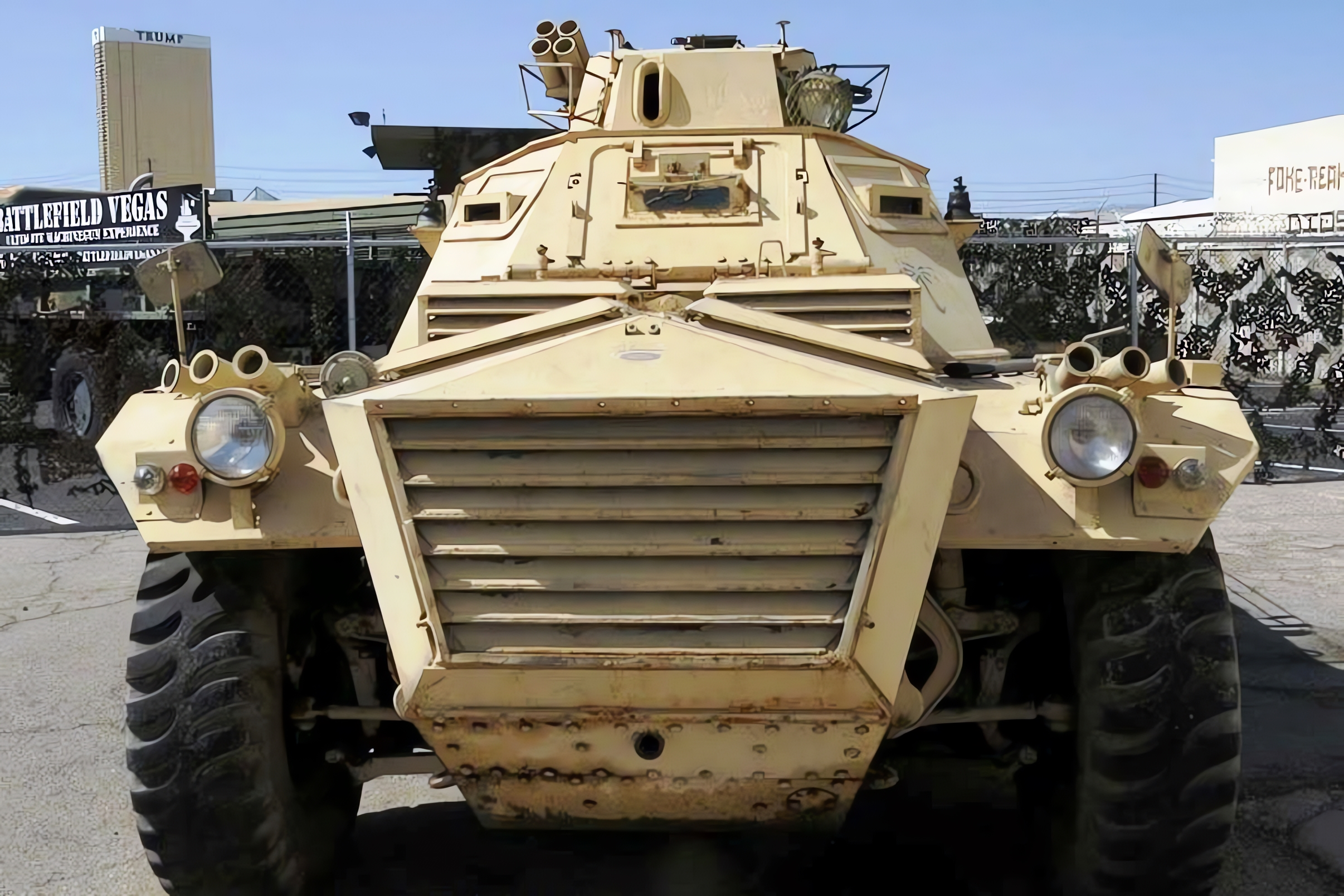
Fahrzeug eines Sammlers in den USA

Der Saracen ist ein sechsrädriger gepanzerter Mannschaftstransporter in der Gewichtsklasse bis 14 Tonnen, der teils mit dem kleinen Maschinengewehr-Turm des Daimler Ferrets ausgerüstet wurde. Auf dem durch eine Schiebeluke zu öffnenden Dach des hinteren Kampfraumes konnte auf einem Drehring ebenfalls eine Maschinenwaffe zur Luftabwehr lafettiert werden. Die Idee, ein Radfahrzeug mit gleicher Geländegängigkeit wie ein Kettenfahrzeug zu konstruieren, war so alt wie die Idee, einen Panzer zu bauen. Sie wurde mit der FV600-Serie aus Alvis Saracen, Alvis Saladin, Alvis Stalwart und Alvis Salamander erfolgreich verwirklicht.
In mehreren Schritten wurde die Panzerung während der aktiven Dienstzeit von anfangs 8–15 mm auf bis zu 30 mm aufgewertet. Das Fahrzeug war konzipiert zum Schutz einer elfköpfigen Besatzung vor panzerbrechender Infanteriemunition, Minenexplosionen oder der Splitterwirkung von Nahtreffern durch Artillerie. Der Saracen war als Begleitfahrzeug der Infanterie für schwere Kampfpanzer vorgesehen.
Das permanent angetriebene 6×6-Fahrgestell war mit dem des Alvis Saladin FV601 identisch.
Der Saracen wurde wie alle Fahrzeuge dieser Panzerwagen auch als Sanitäts-, Gefechtsstand-, Waffenträger-, Mörser- oder Feuerleitfahrzeug aufgebaut. In den 1970er Jahren wurde er wie viele andere Gefechtsfahrzeuge aus britischer Produktion als Panzerjägerfahrzeug mit Startvorrichtung für Lenkflugkörper der ersten Generation mit ballistischer Flugbahn verwendet.
Der kleine Gefechtsturm, der im vorderen Aufbaudrittel platziert war, wurde zumeist mit einem Maschinengewehr vom Typ Browning M1919 im Kaliber 7,62 mm (NATO) ausgerüstet welches von innen unter leichtem Panzerschutz bedient werden konnte.

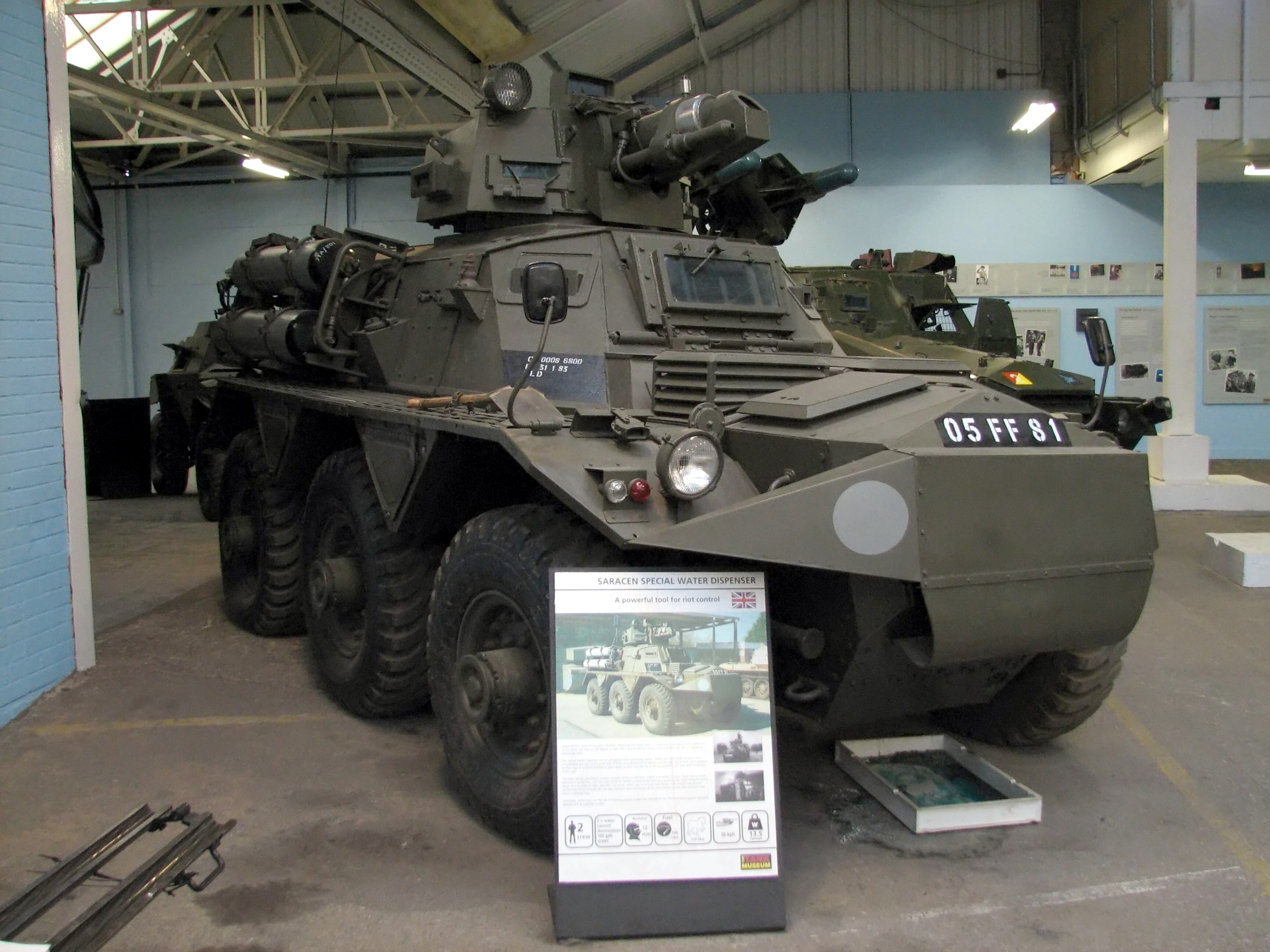
FV603 Saracen als Wasserwerfer

Der Saracen wurde in den 1970er-Jahren vor allem in Nordirland eingesetzt und dort auch von der Royal Ulster Constabulary genutzt. Jedoch zeigte sich, dass er für den Einsatz in den Städten zu unbeweglich war und mit relativ geringem Aufwand völlig bewegungsunfähig gemacht werden konnte. Deshalb griff man dort auf den prinzipiell noch älteren Humber Pig als Unterstützungsfahrzeug zurück.
Ab Mitte 1970 waren die einschichtige Panzerung, die zwischen 8 mm und 30 mm lag, und die Motorleistung für den westlichen Militärstandard nicht mehr zeitgemäß. Bis zu seiner Außerdienststellung Anfang der 1980er Jahre wurde der Saracen seinen Aufgaben durchaus gerecht. Im Arsenal der britischen Streitkräfte ist er nicht mehr zu finden. Der FV 432 wurde sein Nachfolger. Heute wird der Saracen noch von Indonesien und einigen Commonwealth-Staaten wie beispielsweise Indien eingesetzt und wahrscheinlich noch bis in die 2020er Jahre in diesen Ländern im Einsatz sein.

## Weitere technische Daten
- Furttiefe: 1,07 m
- Grabenüberschreitfähigkeit: 1,52 m

## Trivia
In der Folge 128 von Mit Schirm, Charme und Melone wird  ein Saracen verkleinert und gestohlen.